# تقريب
التقريب وفقاً لمعجم مصطلحات الرياضيات عن مجمع اللغة العربية بدمشق ورد التعريف بأنه نتيجة صحيحة بقدر كافٍ لتحقيق غرض معين، لكنها ليست بالضرورة صحيحة مئة في المئة، أو هو إجراء للحصور على النتيجة.

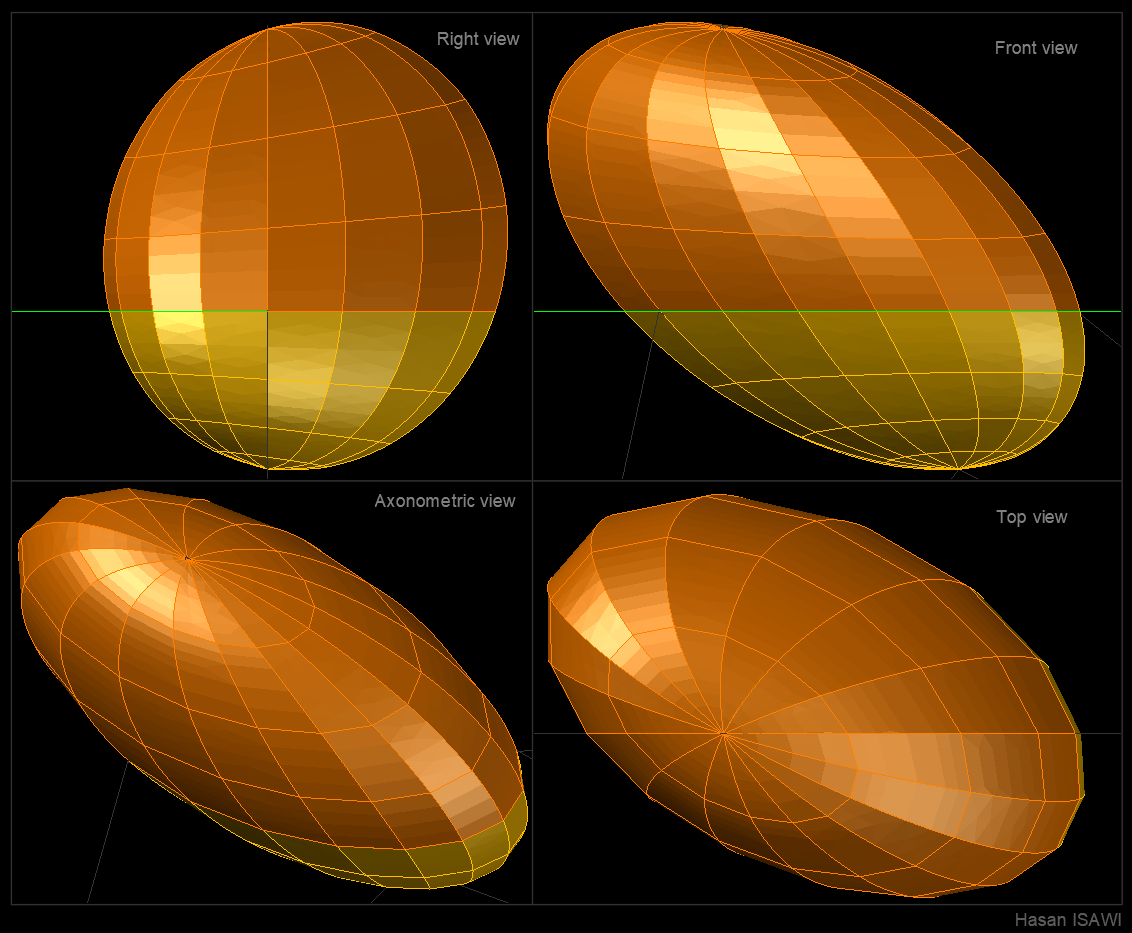
تقريب متعدد السطوح لسطح إهليلجي من خلال تعيين محور عام

## في الرياضيات
نظرية التقريب هي فرع من فروع الرياضيات، وجزء كمي من التحليل الدالي. يتعامل التقريب الديوفانتي [الإنجليزية]
 مع تقريب الأعداد الحقيقية بالأعداد الكسرية.
يحدث التقريب عادةً عندما يكون شكل دقيق أو عدد دقيق غير معروف أو يصعب الحصول عليه. ومع ذلك، قد توجد بعض الأشكال المعروفة وقد تكون قادرة على تمثيل الشكل الحقيقي بحيث لا يمكن إيجاد أي انحراف كبير. على سبيل المثال، 1.5 × 106 يعني أن القيمة الحقيقية لشيء ما يتم قياسه هي 1500000 إلى أقرب مائة ألف (وبالتالي فإن القيمة الفعلية تقع بين 1450000 و 1550000)؛ هذا على النقيض من التدوين 1.500 × 106، مما يعني أن القيمة الحقيقية هي 1500000 لأقرب ألف (مما يعني أن القيمة الحقيقية تقع بين 1499500 و 1500500).
ينتج التقريب العددي أحيانًا عن استخدام عدد صغير من الأرقام المهمة. من المحتمل أن تتضمن الحسابات أخطاء التدوير [الإنجليزية]
 وأخطاء التقريب الأخرى. تنتج جداول اللوغاريتمات والآلات الحاسبة والمسطرات الحاسبة إجابات تقريبية لجميع الحسابات باستثناء أبسط العمليات الحسابية. عادةً ما تكون نتائج حسابات الحاسوب تقديراتٍ تقريبيةٍ تُعبَّر عنها بعدد محدود من الأرقام المهمة، على الرغم من إمكانية برمجتها للحصول على نتائج أكثر دقة. يمكن أن يحدث التقريب عندما لا يمكن التعبير عن عدد عشري بعدد محدود من الأرقام الثنائية.
ترتبط بتقريب الدالة القيمة المقاربة للدالة، أي أن القيمة باعتبارها واحدة أو أكثر من وسائط الدالة تصبح كبيرة اختياريًّا. على سبيل المثال، المجموع (k/2)+(k/4)+(k/8)+...(k/2n) يساوي تقاربيًّا k. لا يوجد رمز ثابت مستخدم في جميع ميادين الرياضيات، تستخدم بعض النصوص ≈ لتعني يساوي تقريبًا و ~ لتعني يساوي تقاربيًّا بينما تستخدم النصوص الأخرى الرموز في الاتجاه المعاكس.

## في الكتابة الطباعية
يرمز للمساواة الطباعية عادة ≈ والتي أدخلها الرياضي البريطاني ألفريد غرينهيل.

## في العلوم
يظهر التقريب طبيعياً في التجارب العلمية، لكن يمكن أن تختلف تنبؤات النظرية العلمية عن القياسات الفعلية، قد يكون هذا بسبب وجود عوامل في الموقف الحقيقي غير متضمنة في النظرية. على سبيل المثال، قد لا تتضمن الحسابات البسيطة تأثير مقاومة الهواء على الأجسام، وفي ظل هذه الظروف، تكون النظرية تقريبية للواقع. قد تنشأ الاختلافات أيضًا بسبب القيود في تقنية القياس. وفي هذه الحالة، يكون القياس تقريبيًا للقيمة الفعلية.
يُظهر تاريخ العلم أن النظريات والقوانين السابقة يمكن أن تكون تقريبًا لمجموعة أعمق من القوانين. يجب على النظرية العلمية الجديدة أن تظهر ذات النتائج للمبرهنات السابقة في تلك المجالات التي تعمل فيها النظريات القديمة وذلك وفقاً لمبدأ التطابق، وعندها تصبح النظرية القديمة تقريبًا للنظرية الجديدة.
من ناحية أخرى، هناك بعض المسائل الفيزيائية المعقدة للغاية لتُحل عبر التحليل المباشر أو يكون تطور هذه المسائل محدوداً نظراً للأدوات التحليلية المتاحة، وبناءً على ذلك، حتى عندما يكون التمثيل الدقيق معروفًا، فإن التقريب قد يؤدي إلى حل دقيق بدرجة كافية مع تقليل كبير في تعقيد المسألة. يقرب الفيزيائيون غالباً شكل الأرض إلى الشكل الكروة على الرغم من إمكانية تمثيلات أكثر دقة، لأن العديد من الخصائص الفيزيائية (على سبيل المثال، الجاذبية) أسهل بكثير في الحساب المجال مقارنة بالأشكال الأخرى.

## في القانون
في إطار الاتحاد الأوروبي، يشير مصطلح "التقريب" إلى عملية يتم من خلالها تنفيذ تشريعات الاتحاد الأوروبي وإدماجها في القوانين الوطنية للدول الأعضاء، على الرغم من الاختلافات في الإطار القانوني القائم في كل دولة. يُطلب التقريب كجزء من عملية ما قبل الانضمام للدول الأعضاء الجدد، وكعملية مستمرة عندما يتطلب الأمر ذلك بموجب توجيه من الاتحاد الأوروبي. التقريب هي كلمة رئيسية تستخدم عادةً في عنوان التوجيه، على سبيل المثال، يعمل توجيه العلامات التجارية الصادر في 16 ديسمبر 2015 على "تقريب قوانين الدول الأعضاء المتعلقة بالعلامات التجارية". وتصف المفوضية الأوروبية تقريب القانون بأنه "التزام فريد من نوعه للعضوية في الاتحاد الأوروبي".

## التقريب الهندسي في العمارة
تهدف عملية التقريب الهندسي في العمارة إلى إعادة تشكيل الاسطح المنحنية للمشروع، باستخدام هياكل مغطاة بألواح متعددة الأضلاع. أي ان عملية التقريب تعيد تشكيل الاسطح المنحنية باستخدام أسطح قابلة للطي (متعددة الوجوه، مخروطية... إلخ). لكي تتيح قابلية التحكم فيها من الناحية الهندسية والانشائية.

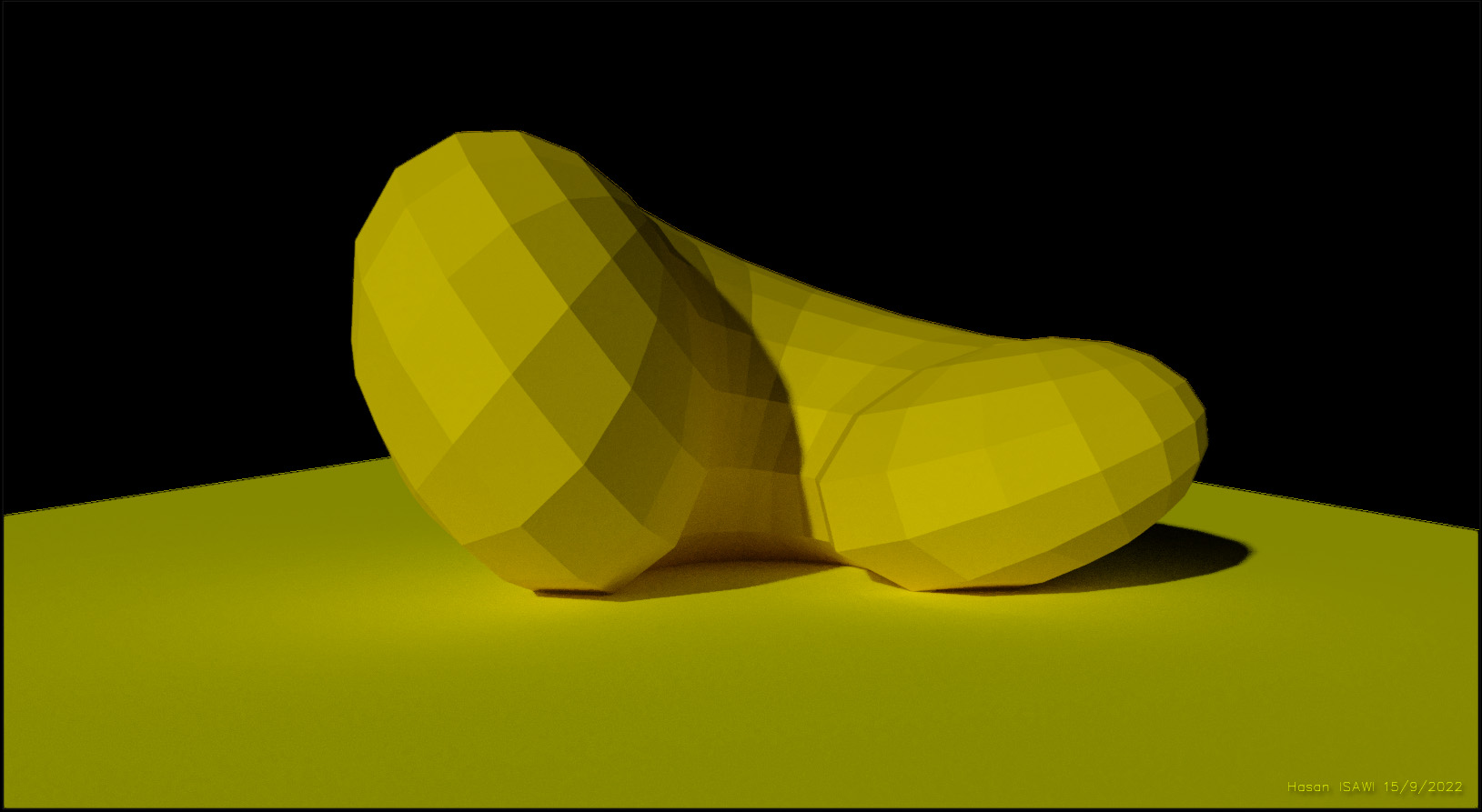
تقريب متعدد السطوح لطارة ملتوية
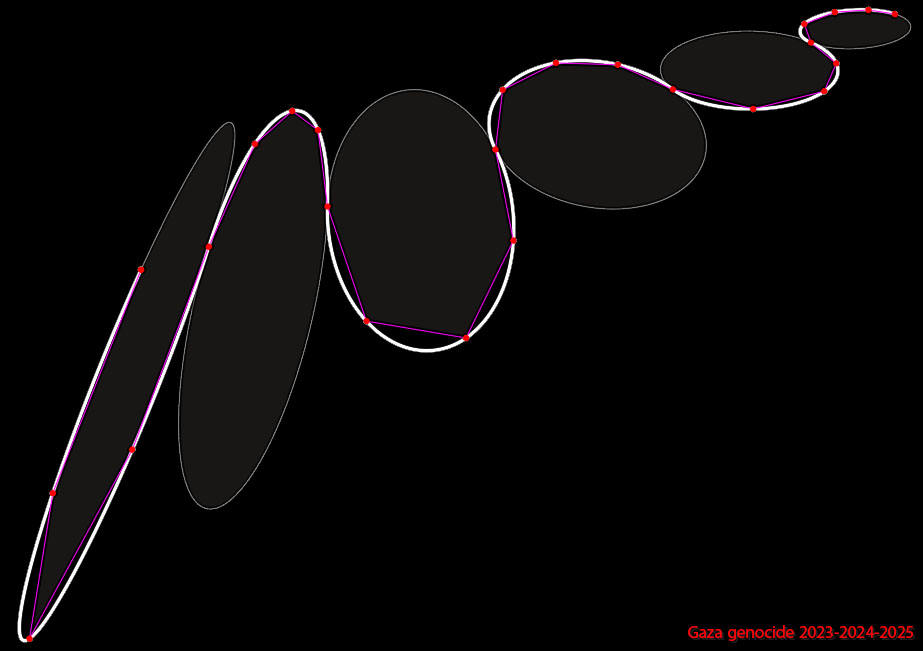
التقريب المضلع لمخروطيات متماسة لبعضها البعض
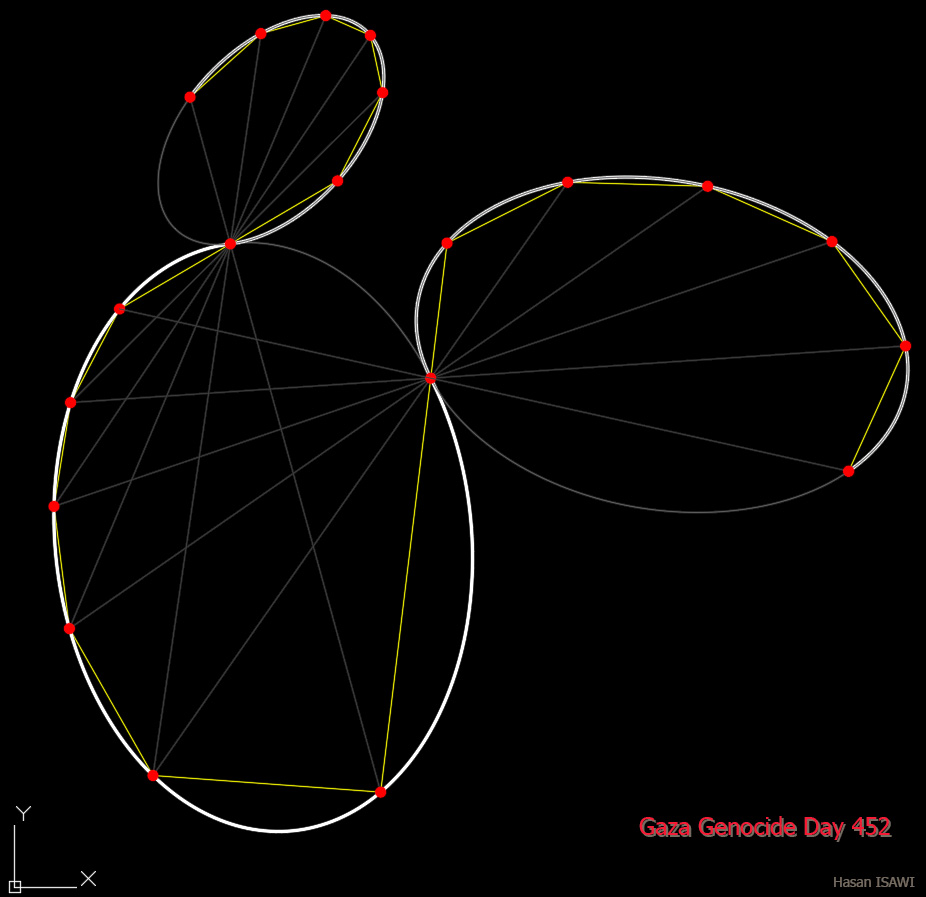
المنحنى الحر هو الطريقة الأكثر طبيعية لرسم السبلاين. وعملية تحويله إلى مضلع تعتمد على العلاقة التقابلية بين نقاط المخروطيات التي تُقربه
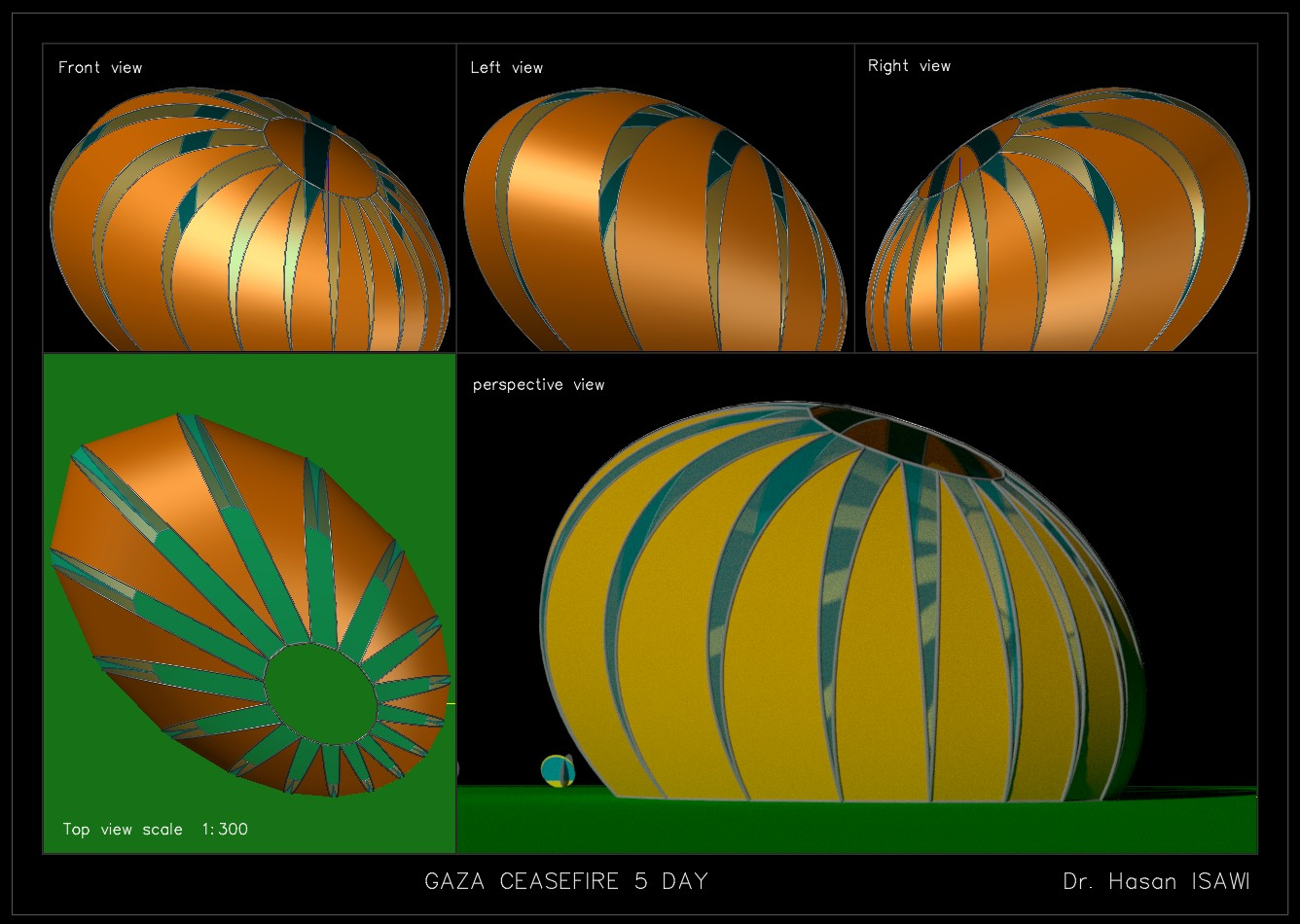
تقريب لسطح إهليلجي في وضعية عامة باستخدام أسطح مخروطية
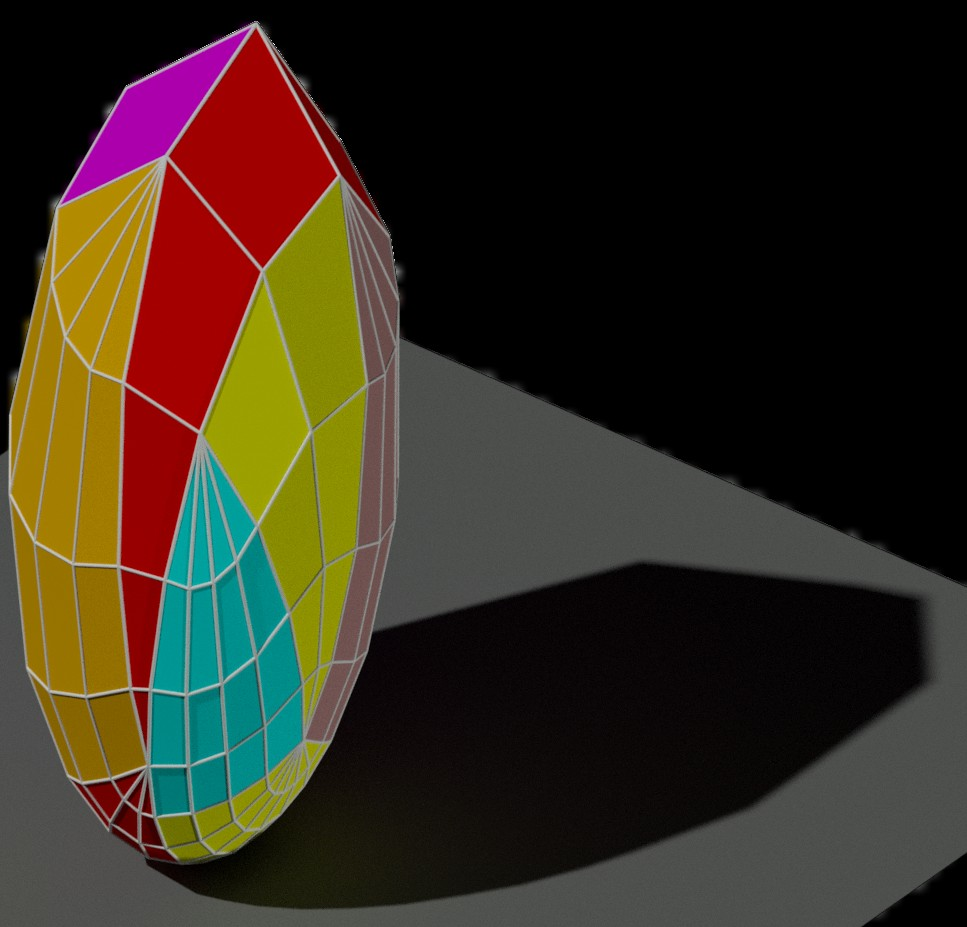
تقريب متعدد السطوح لسطح ناقصي عام مكون من 8 تحويلات اسقاطية
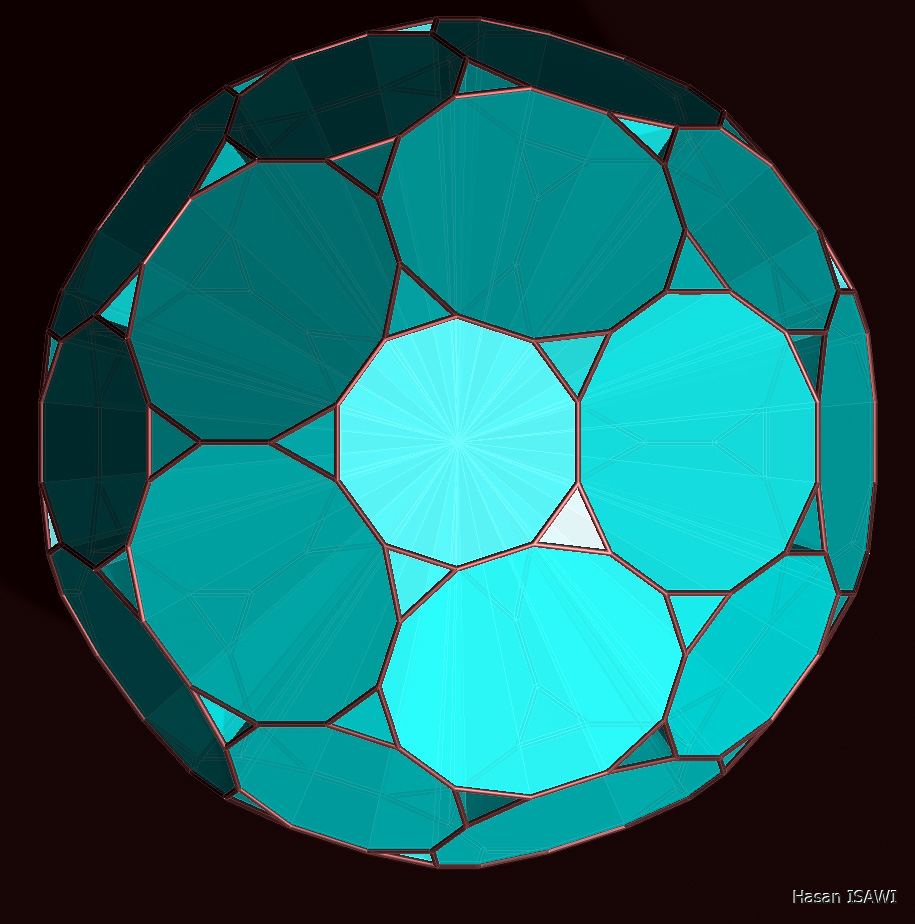
تقريب كرة باستخدام متعدد سطوح بأوجه مركبة: اثناعشريات منتظمة، عشريات غير منتظمة، ومثلثات متساوية الساقين
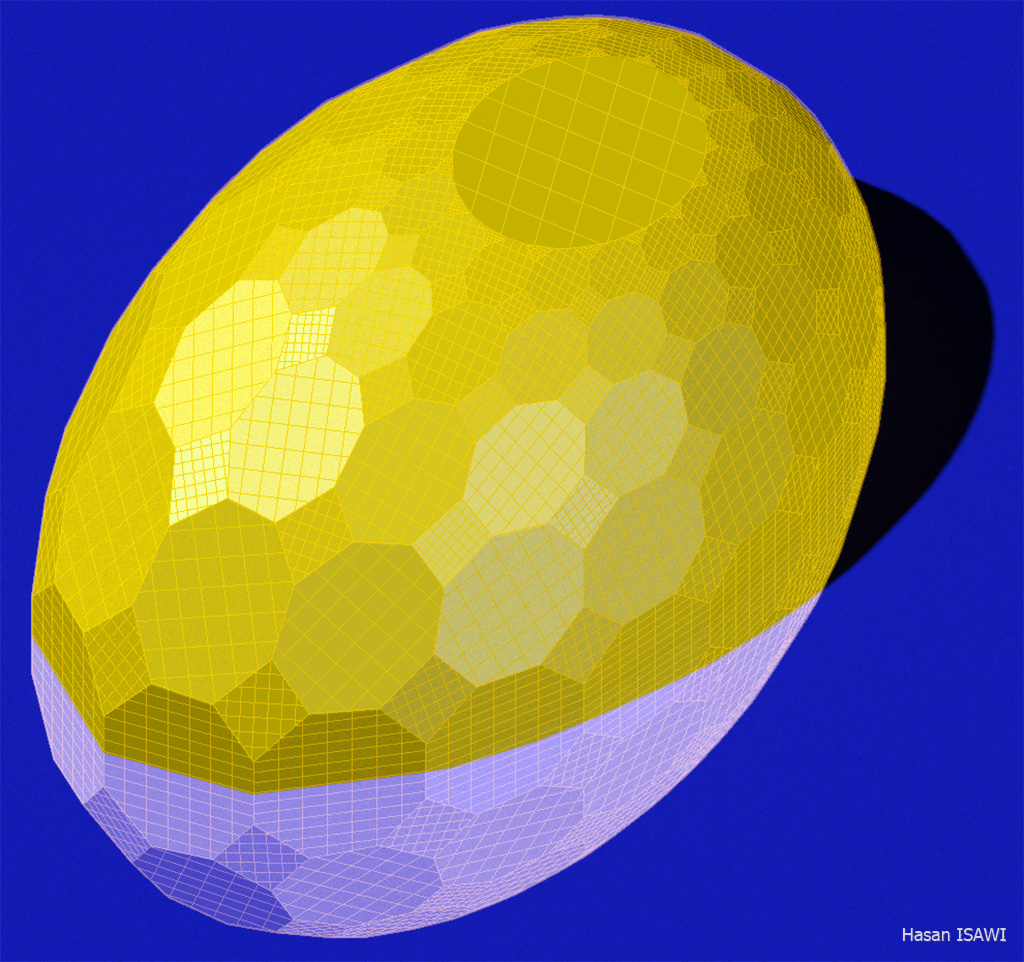
تقريب متعدد السطوح لسطح ناقص عام حيث الوجوه تتكون من مثمنات ورباعيات، وكل شكل رباعي محاط بأربعة مثمنات، والعكس صحيح
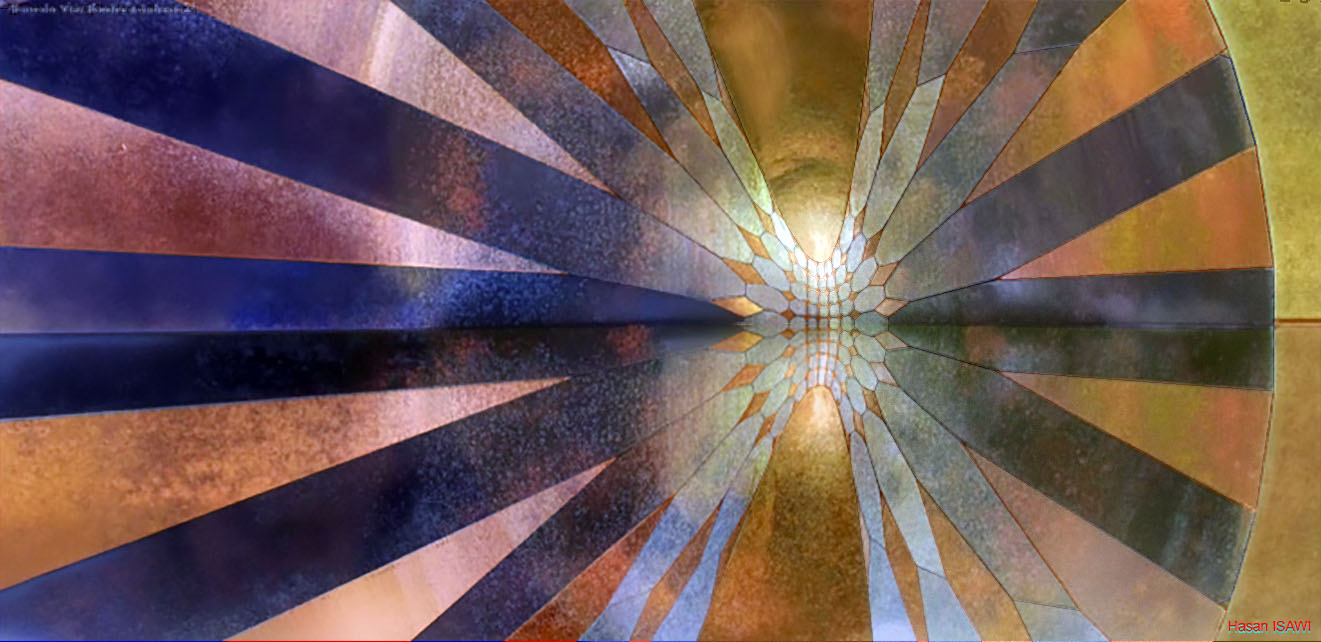
تقريب متعدد السطوح لقطع زائد عام مكون من طيتين عبر التحويل الاسقاطي
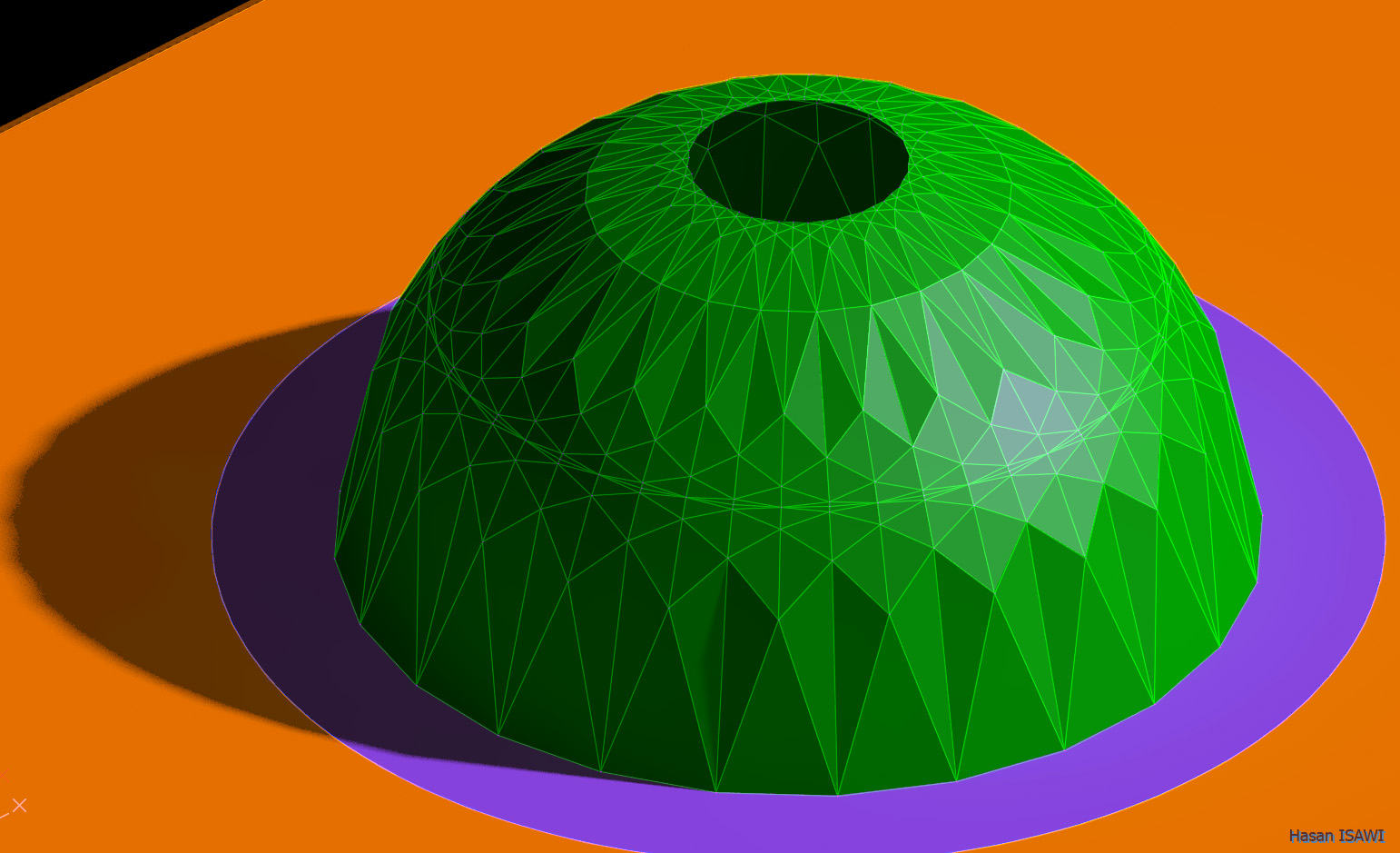
اكسونومتري من الأعلى لتقريب هندسي متعدد الأوجه لقبة كروية.